# Nadir Manuel
Nadir Graciete de Fátima Manuel (Benguela, 30 novembre 1986) è una cestista angolana.

## Carriera
Ha vinto l'oro ai FIBA AfroBasket Women 2011 e il bronzo nel 2009. Ha disputato i Giochi della XXX Olimpiade.